# Fujimi

Fujimi (富士見市 Fujimi-shi?) este un municipiu din Japonia, prefectura Saitama.